# Karl Oppermann (Maler)

Karl Oppermann (1975)

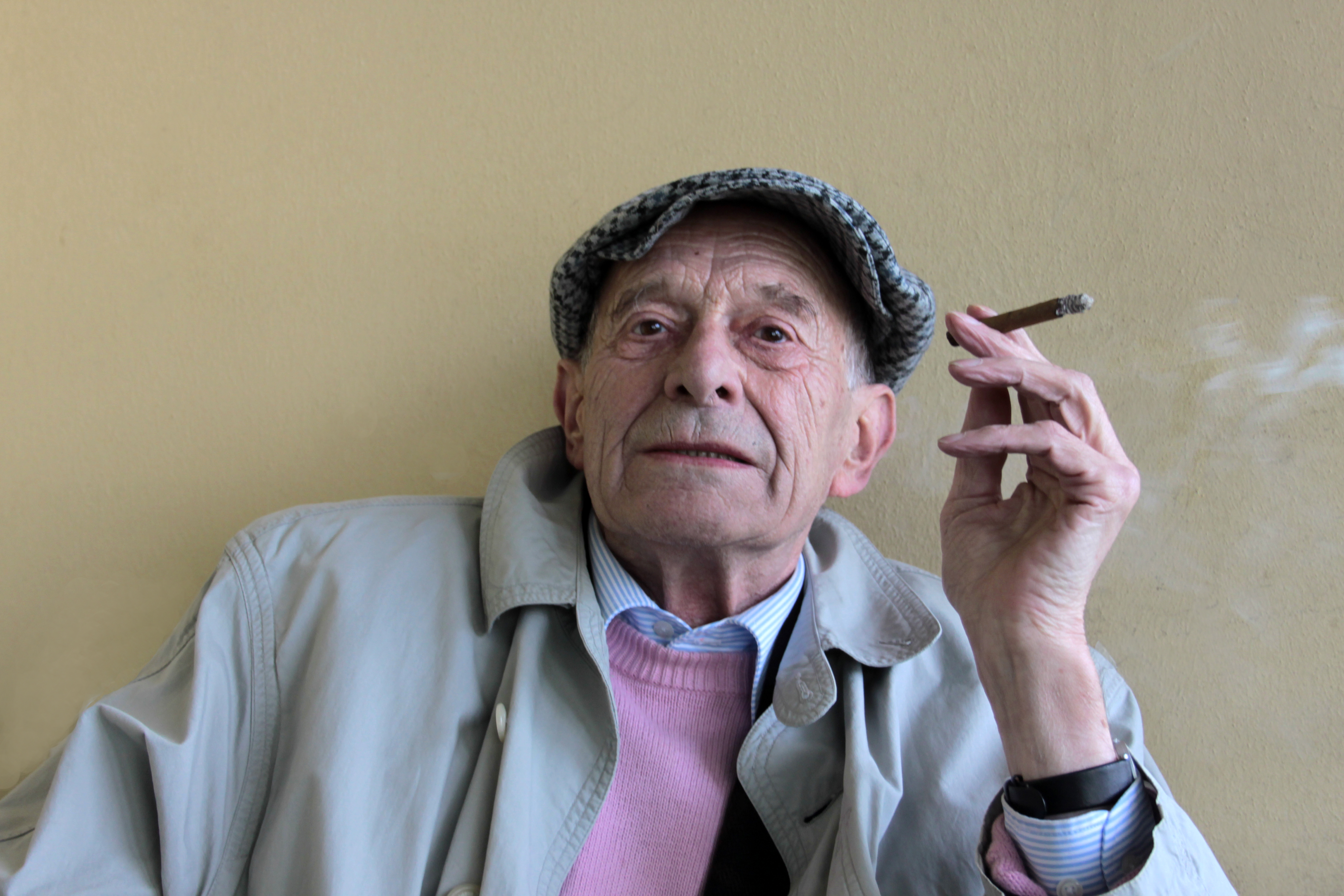
Karl Oppermann (2012)

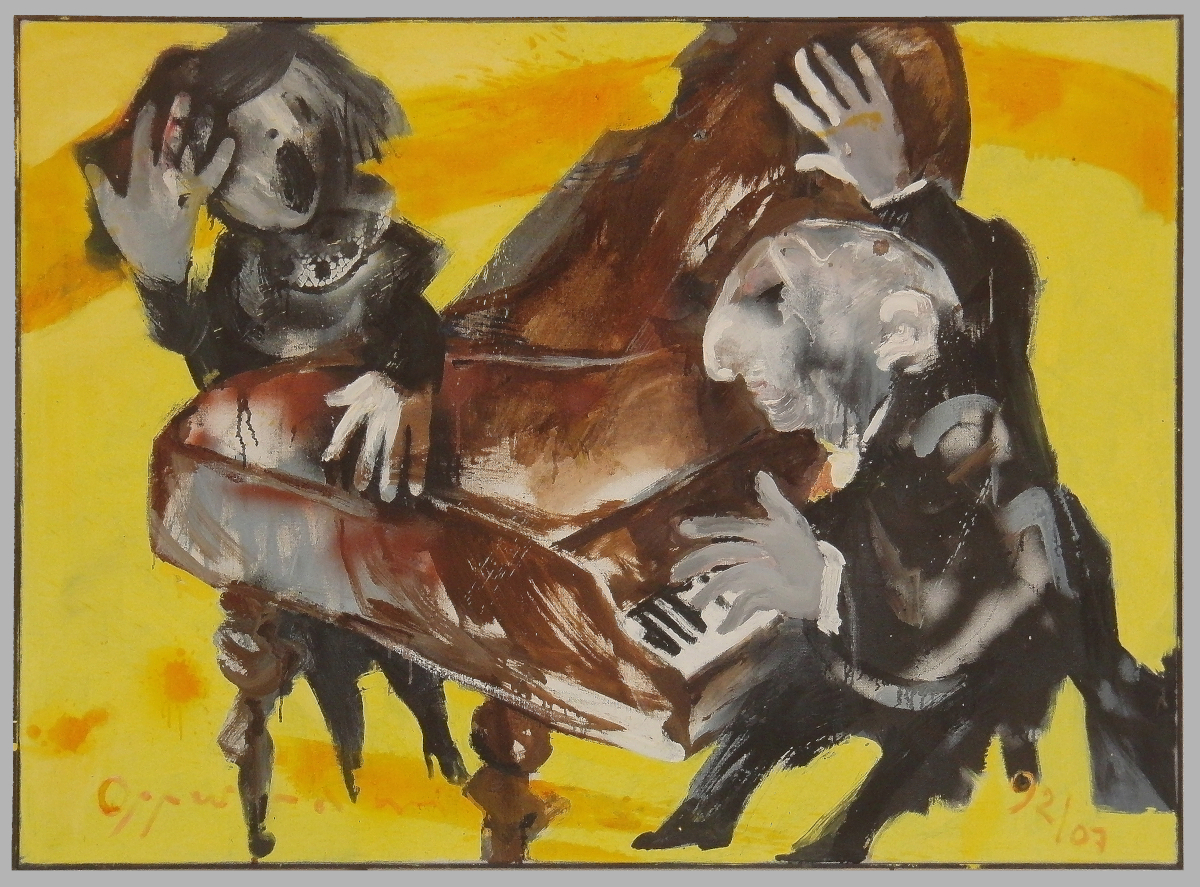
„Hausmusik I (1992/2007)“ von Karl Oppermann

Karl Oppermann (* 30. Oktober 1930 in Wernigerode; † 12. August 2022 in Nordharz) war ein deutscher Maler.
Der Großteil seiner Werke, die auch mit den Gärten YSL in Marokko zusammenhängen, befinden sich im Privatbesitz in Rabat und Casablanca sowie in Tunesien und Uruguay.

## Leben und Werk
Oppermann wurde zu Zeiten der Weimarer Republik in einer alteingesessenen Handwerker-Familie geboren und wuchs in Wernigerode auf. Der Vater war Ingenieur und Elektromeister, der Großvater Böttcher- und Küfermeister. Am Ende des Zweiten Weltkriegs fixierte Oppermann als Fünfzehnjähriger seine Berufswahl auf die Malerei und begann gleichzeitig zu schreiben.
Nach dem Abitur am Städtischen Fürst-Otto-Gymnasium, dem heutigen Gerhart-Hauptmann-Gymnasium Wernigerode, verließ Oppermann aus politischer Überzeugung die DDR und studierte ab 1950 an der Hochschule für bildende Künste im damaligen West-Berlin. Zunächst widmete sich Oppermann der Kunsterziehung bei Ludwig Gabriel Schrieber (Bildhauerei) und Curt Lahs (Malerei) und wechselte sodann als Meisterschüler von Ernst Schumacher zur freien Malerei. 1952 lernte er anlässlich einer Paris-Reise Günter Grass kennen, den späteren Literaturnobelpreisträger, mit dem er seit den gemeinsamen Studienjahren an der Hochschule für bildende Künste, Berlin, befreundet war.
In den 1960er Jahren wurde Oppermann durch erste Ausstellungen in Berlin bekannt. In seiner Kunst strebte er die Übermittlung einer „humanen Mission“ an. In diesem Sinne fühlte er sich der mitteldeutschen Maltradition verpflichtet. In die Zeit um 1960 fiel auch der Beginn der Freundschaft mit dem polnischen Literatur- und Theaterkritiker Andrzej Wirth. Ferner wirkte Oppermann in der „Berliner Neuen Gruppe“ mit und veröffentlichte 1962 seinen ersten literarischen Gedichtband mit Radierungen „Altea“. Er verbrachte Arbeitsaufenthalte in Spanien, in der Villa Romana in Florenz und ab 1967 auf der Insel Elba. Von 1970 bis 1985 betrieb Oppermann ein Atelier auf Elba. Anlässlich einer ersten Lateinamerika-Reise mit Ausstellungen in Bogotá und Caracas fand sich in einer Zeitungskritik von Luis Freres erstmals die Bezeichnung Oppermanns als „Prusiano-Latino“. Der Begriff ist zurückzuführen auf die eingehende Auseinandersetzung Oppermanns mit der preußischen Vergangenheit, die aus seinem Anspruch auf politisch-historische Aufklärung resultierte, als auch auf seine emotionale Verbundenheit mit Spanien (deutsch: „engagierter Preuße und Lateinamerikaner“). Zahlreiche Einzelausstellungen führten Oppermann in Folge u. a. nach Caracas, Lima, New York, São Paulo und in viele europäische Hauptstädte wie Berlin, Brüssel, Paris, London und Prag.
1971 wurde er an seiner Alma Mater, der heutigen Universität der Künste (UdK), zum Professor berufen. Hier lehrte Oppermann 25 Jahre freie Malerei. Er arbeitete viele Jahre in der Hochschulpolitik, war Senator der UdK, vertrat Hochschulen und Universitäten im Rundfunkrat. Ab 1989 betrieb Oppermann bis zu seinem Tod neben seiner Werkstatt in Berlin ein Atelier an der Rambla de las Flores in Barcelona. Seine Arbeiten befinden sich heute in vielen Museen, so im Jüdischen Museum in Berlin, Kupferstichkabinett Berlin, Landesmuseum Bonn, Kupferstichkabinett Dresden, Biblioteca Nacional de Madrid, Stiftung Stadtmuseum Berlin sowie in öffentlichen Institutionen und Banken. 1995 erschien im Gebrüder Mann Verlag, Berlin, eine umfangreiche Biografie des Malers unter dem Titel „Karl Oppermann – Prusiano-Latino“.
1996 verlegte er seinen Lebensmittelpunkt von Berlin nach Veckenstedt im Harzvorland. Von 2007 bis 2019 war Oppermann Vorsitzender des von ihm initiierten Vereins Kinder-Atelier Harz e. V. mit Sitz in Wernigerode. Nach zahlreichen kleineren Lyrik-Publikationen veröffentlichte er 2005 seinen ersten Erinnerungsband unter dem Titel Klatschmohn und Silberstift. 2007 erschien der Folgeband Wechselgesang, 2010 Nachschlag. Im September 2010 schenkte Oppermann der Kulturstiftung Wernigerode sein gesamtes druckgrafisches Werk.

## „Stiftung Karl Oppermann“
Gemeinsam mit der Hochschule Harz hat Oppermann im Jahr 2008 die „Stiftung Karl Oppermann“ errichtet, eine Sammlung großformatiger Ölgemälde. Diese ist einmalig für die Fachhochschulen des Landes Sachsen-Anhalt. Oppermann brachte Bilder mit internationalen Themen ein, die nunmehr als Schenkung bzw. Dauerleihgabe in der Wernigeröder Hochschul-Bibliothek der breiten Öffentlichkeit zugänglich sind. Im Jahr 2009 erweiterte der Künstler die Stiftung um ein Porträt Alexander von Humboldts sowie um ein großformatiges Triptychon. Die Gemälde handeln von Selbsterfahrung, Aufbruch und Glückssuche, aber auch von Flucht, Vertreibung und dem Kampf ums Überleben.

## Ehrungen
2003 erhielt Oppermann den Kunstpreis der Stadt Wernigerode. 2009 wurde er mit dem Andreas-Kunstpreis der Stadt Sankt Andreasberg geehrt. 2015 erhielt Karl Oppermann die Ehrennadel des Landes Sachsen-Anhalt. Im Jahr 2021 wurde ihm das Bundesverdienstkreuz am Bande verliehen.

## Privates
Oppermann starb im August 2022 im Ortsteil Veckenstedt der Gemeinde Nordharz in Sachsen-Anhalt im Alter von 91 Jahren. Er war zweimal verheiratet und hinterlässt drei Kinder.

## Einzelausstellungen (Auswahl)
- 1959 Galerie Rosen, Berlin
- 1963 Galerie Gerda Bassenge, Berlin
- 1965 Haus am Lützowplatz, Berlin
- 1968 Museum Schloss Oberhausen
- 1969 Galerie U Recickych, Prag
- 1970 Sitz des Bundespräsidenten, Bonn
- 1971/73/75 Galerie Gerda Bassenge, Berlin
- 1975 Große Orangerie Schloss Charlottenburg
- 1977 Galleria d’Arte, Genua
- 1980 Museo d’Arte, Lima
- 1987 Museo de Arte de São Paulo
- 1988 Shea & Beker Gallery, New York
- 1991/92/93 Galerie Ludwig Lange, Berlin
- 1993 Sala d’Arcs, Barcelona
- 1994/2003 Jährlich: Galerie Enno Becker, Berlin
- 1995/2000/03 Kunstverein Wernigerode
- 1995/2007 Burg Kniphausen, Wilhelmshaven
- 2002 Kunstverein Talstraße, Halle (Saale)
- 2005 Universität der Künste Berlin
- 2007/09 Galerie Bauscher, Potsdam
- 2008 Vertretung des Landes Sachsen-Anhalt, Brüssel
- 2010 Universität der Künste Berlin
- 2012 Galerie im Grand Elysée, Hamburg
- 2012 Städtische Kunstgalerie, Plovdiv/Bulgarien

Ständige Präsenz:
- Galerie Bauscher (Potsdam/Babelsberg)
- Hochschule Harz/Bibliothek

## Werke (Auswahl)
- „Großes Berlin-Bild“, 1965
- „Berliner Weiße“, 1966
- „Nach Ostlang ging unser Ritt“, 1967
- „Picknick am Voterraio“, 1968
- „Rambla de las Flores“, 1982
- „Christus der Gaukler“, 1983
- „Deutscher Traum“, 1984
- „Die Geburtstagstorte“, 1984
- „Fisherman and Swimmer“, 1985
- „Treptower Park“, 1985
- „Selbstbildnis mit Schlips“, 1986
- „Die Einsteiger“, 1987
- „Großer Paseo“, 1992
- „Hausgemeinschaftsleitung“, 1994
- „West-östlicher Diwan“, 1994
- „Berlin auf Achse“, 1999
- „Teneriffa Transfer“, 2006

## Buchveröffentlichungen
- „Altea“, Gedichte und Radierungen, Eigen-V., Berlin 1962
- „Schmetterlinge“, Gedichte und Radierungen, Berlin 1969
- „Unter der Lasur“, Gedichte und Zeichnungen, Edition Galerie am Abend, Berlin 1971
- „An die Mauer geschrieben“, Gedichte und Siebdrucke, Eigen-V., Berlin 1974
- „Metamorphosen“, Aquarelle und Gedichte, Edition Ars VIVA!, Berlin 1980
- „Kopfstand und Bandoneon“, Gedichte und Aquarelle, Berlin 1982
- „Les Vagants“, Ölbilder und Zeichnungen, Genua/Berlin 1984
- „Vaganten“, Gedichte und Zeichnungen, Torhaus-Galerie, Braunschweig 1985
- „Lieber Hans“, D. von Kurmin Verlag, Berlin 1990
- „Musikalisches Skizzenbuch“, Oberbaum-Verlag, Berlin 1993
- „Klatschmohn und Silberstift“, Letterado Verlag, Quedlinburg 2005, ISBN 3-938579-09-9
- „Wechselgesang“, Ziethen Verlag, Oschersleben 2007, ISBN 978-3-938380-64-2
- „Nachschlag“, Ziethen Verlag, Oschersleben 2010, ISBN 978-3-932090-20-2